# Castiadas
Castiadas é uma comuna italiana da região da Sardenha, na província da Sardenha do Sul, com cerca de 1.311 habitantes. Estende-se por uma área de 102 km², tendo uma densidade populacional de 13 hab/km². Faz fronteira com Maracalagonis, Muravera, San Vito, Sinnai, Villasimius.

## Demografia
| Variação demográfica do município entre 1861 e 2011                               |
|                                                                                   |
| Fonte: Istituto Nazionale di Statistica (ISTAT) - Elaboração gráfica da Wikipedia |